# Diagnosglidning
Diagnosglidning betecknar när allt mer lindriga symptom på något som anses patologiskt börjar diagnosticeras, vilket orsakar ett krympande normalitetsbegrepp. Sådant som man tidigare ansåg vara normalt och friskt, blir alltså betraktat som onormalt och sjukt.
Diagnosglidning kan leda till felaktig diagnosticering av symptom och patienter. Detta kan i sin tur leda till under- eller överdiagnosticering. Flera pekar på att New Public Management-modeller skapar incitament för att öka de monetära intäkterna genom att registrera lättare fall som allvarligare, för att erhålla högre ersättning.
Fenomenet skapar problem för komparativa historiska studier, och riskerar även att förstöra statistiskt datamaterial.

## Symptomdiagnoser som pekats ut som eventuella "diagnosglidare"
- ADHD.[1]
- Autism.[18]
- Manodepressivitet.[19]